# ルート・ロレンソ
ルート・ロレンソ（Ruth Lorenzo）、本名:ルート・ロレンソ・パスクアル（Ruth Lorenzo Pascual、1984年11月10日 - ）は、スペイン・ムルシア出身の歌手、作曲者である。2008年にイギリスのタレント番組「Xファクター」で5位となったことから広く知られるようになった。
アウリンやダニー・ミノーグといったアーティストにも楽曲を提供しており、それぞれのアルバムに収録されている。デビュー曲の「Burn」はスペインのヒット・チャートで最高16位を記録、イギリスでも「The Night」でデビューした。2014年5月にデンマーク・コペンハーゲンで開催のユーロビジョン・ソング・コンテスト2014ではスペイン代表を務め「Dancing in the Rain」を歌う。

## 来歴

### 出自
ルート・ロレンソ・パスクアルは1982年11月10日にスペイン・ムルシア州に生まれる。幼い頃はミュージカル「アニー」が好きで、歌詞を理解しないまま英語の歌を歌っていた。6歳のころカタルーニャのオペラ歌手・モンセラート・カバリェの音楽に惹かれ、母親からそのアルバムを買い与えられるとカバリェの真似をしてオペラを歌っていた。12歳の頃、一家でアメリカ合衆国に移住、この頃初めて音楽教育を受けるようになる。教師の励ましを受けながら「オペラ座の怪人」や「マイ・フェア・レディ」などの主役を演じる。16歳の頃に一家はスペインに再移住し、また金銭的な問題から音楽教育を諦めなければならなかった。19歳のころロック・バンドに加わるが、それまでオペラしか歌わなかったルートにとってこれは新たな挑戦であった。2002年、タレント番組「スター・アカデミー」の原型である「オペラシオン・トリウンフォ」に挑戦するが、オーディションの第1ラウンドで敗退する。この回の優勝者はバスク人のアイノア・カンタラピエドラであった。しかしその後も歌手への夢をあきらめられず、家業を手伝うのを止めてロック・バンドでの活動を続けたが、3年間の後にバンドを解散した。その後観光会社ポラリス・ワールドと契約し、同社イベントでの音楽活動と共に広報に携わる。

### 2008年: The X Factor
2008年、タレント番組「Xファクター」のオーディションに挑み、サイモン・コーウェル、シェリル・コール、ルイ・ウォルシュが審査員を務める中で「(You Make Me Feel Like) A Natural Woman」を歌った。オーディションに合格して次の段階である「ブートキャンプ」に進む。ブートキャンプも通過し、カテゴリ「25歳以上」の他の合格者とともにサントロペに赴く。このステージでは、審査員のひとりであるダニー・ミノーグがメンターとして参加者を指導するが、ルートの歌う「True Colors」を聴いたミノーグは、彼女を決勝に進めることを決断した。決勝の初週、「Take My Breath Away」を英語とスペイン語で歌い、審査員は概ね好評で、特にシェリル・コールはもっとスペイン語で歌うようアドバイスした。しかし次の週に「I Just Can't Stop Loving You」をすべて英語で歌ったところワースト2に入ってしまった。ここで「Purple Rain」を歌い脱落を免れた。第5週目に再びワースト2に入るが、「Knockin' on Heaven's Door」を歌いコーウェル、ウォルシュ、ミノーグの3人の審査員に認められ脱落を免れた。テイク・ザットが課題として設定された第7週目には「Love Ain't Here Anymore」を歌い、審査員のコーウェルらから好評を得た。出場者が5人に絞りこまれた第8週目の時点で、ミノーグが推薦した3人の出場者の最後の1人となった。この時「Always」を歌うが最下位となり脱落となった。

### The X Factor 出演時の曲
| 週                    | 楽曲                           | 課題                                  | 結果    |
| --------------------- | ------------------------------ | ------------------------------------- | ------- |
| 第1週                 | "Take My Breath Away"          | 米英のナンバー1ソング                 | 通過    |
| 第2週                 | "I Just Can't Stop Loving You" | マイケル・ジャクソンまたはジャクソン5 | ボトム2 |
| 第2週（脱落者決定戦） | "Purple Rain"                  |                                       | 通過    |
| 第3週                 | "Summertime"                   | ビッグバンド                          | 通過    |
| 第4週                 | "No More Tears"                | ディスコ                              | 通過    |
| 第5週                 | "My All"                       | マライア・キャリー                    | ボトム2 |
| 第5週（脱落者決定戦） | "Knockin' On Heaven's Door"    |                                       | 通過    |
| 第6週                 | "Angels"                       | イギリスのヒット曲                    | 通過    |
| 第7週                 | "Love Ain't Here Anymore"      | テイク・ザット                        | 通過    |
| 第8週                 | "I Love Rock 'n' Roll"         | ブリトニー・スピアーズ                | 脱落    |
| 第8週                 | "Always"                       | アメリカのクラシック・ヒット          | 脱落    |

### 2009年 - 2010年: The X Factor後
2008年12月から2009年1月にかけてイギリスおよびアイルランド各地をツアーし、1月20日のSpirit of Northern Ireland Awardsでもパフォーマンスを披露した。2009年の2月から3月にかけて、Xファクターの他の決勝出場者とともにXファクター・ライブ・ツアーに加わる。また、Digital Spy Reality TV Awardsで3つの部門にノミネートされる。また、ダブリンのダンデリオン・バーでのバブルガム・クラブ15周年記念パーティーにも参加した。5月6日、Xposeのインタビューにてレコード契約の成立を公表する。7月11日には、同じくXファクターで決勝まで進んだダイアナ・ヴィッカース、JLSとともにハミルトン・パーク競馬場で、また8月8日にはノッティンガムシャー・サットン・イン・アッシュフィールドで歌った。8月28日には故郷スペインのムルシア、かつて勤めたポラリス・ワールドのコンサートに出演、2009年11月14日にはペイズリー・クリスマス・ライト・スイッチ・オン（Paisley Christmas Lights Switch On）イベントに参加する。この時のインタビューで、2010年3月にデビュー・アルバムが発売される見通しであると述べる。
スペインのテレビ・チャンネルクアルトからテレビドラマのための作曲の依頼を受け、テレビドラマ「バリエンテス」のために「Quiero Ser Valiente」、「Te Puedo Ver」の2曲を製作する。2010年1月22日、スペインのタレント番組「ファマ・ア・バイラル」で歌を披露する。Xファクターで5位で敗退してから2度目となる、バーミンガムの「Nightingales club」に出演、7月にはダニ・ミノーグのアルバム収録予定曲の作曲を手がけることが発表された。しかしその後、「方向性の違い」を理由としてヴァージン・レコードとの契約が解消となったこと、今後はインディーズでの活動となることを明かした。

### 2011年 - 2013年: The Rapsberry Pattern

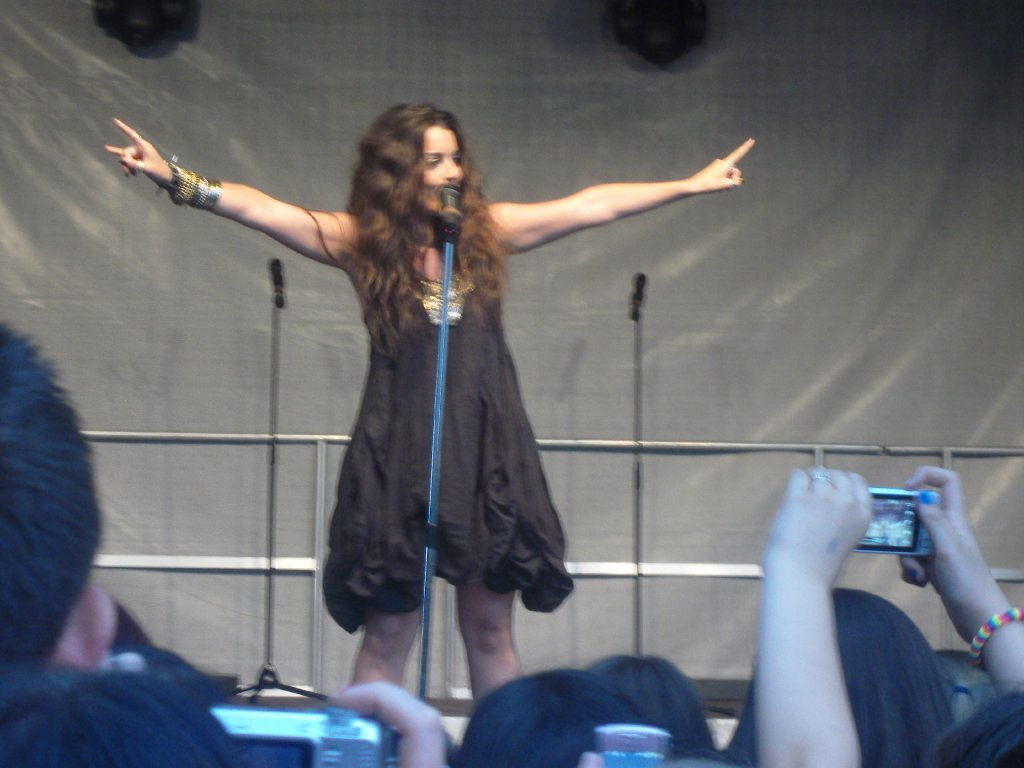
スコットランド・エア (サウス・エアーシャー)にて

ロレンソはウェブサイト「indiegogo.com」にアカウントを開設し、デビュー・シングルのための出資を呼びかけた。この出資金は放送やビデオ・クリップの製作、広報活動に使われるもので、その結果初のシングル「Burn」の発売に至った。この曲はFrancis Rodino "Caiyo"の2009年のアルバム『Circles and Squares』のカバー曲で、6月27日にスペインで、8月7日にイギリスで発売された。また、「ラズベリー・パターン（The Raspberry Pattern）」が彼女の率いるバンドの名前となった。
デビュー・アルバムについて尋ねられた際、「とても素晴らしいソングライター、プロデューサーとともに製作にあたっており、その出来を自ら誇りに思うだけでなく、アーティスト、ソングライター、パフォーマーとしての私を表現したものになる。私自身のありのままを表現した、願わくば不朽のアルバムにしたい。」と話した。2012年8月にはフェイスブックにて「The Night」と題する曲を無料公開し、2013年6月にビデオ・クリップとともに正式にシングルとして発売した。2013年11月11日、「Love is Dead」のビデオ・クリップを公式YouTubeチャンネルに掲載する。この楽曲は2013年末にインディー・レーベル「H&I Music」より発売され、B面には「Pain」が収録された。2013年末、新たに「Roster Music」と契約を交わし、新しいウェブサイトを立ち上げた。

### 2014年: ユーロビジョン・ソング・コンテスト出場
1月20日スペインの放送局テレビシオン・エスパニョーラは、ユーロビジョン・ソング・コンテスト2014のスペイン代表選考に出場する5人の名前を公表し、ルート・ロレンソはそのうちの1人であることが明らかになった。この1か月前には、ユーロビジョン・ソング・コンテストのファンサイト「eurovision-spain.com」が、13か国の審査員により同コンテストでスペインを代表すべきアーティストを選び出し、100人を超えるスペインのアーティストの中から2位に選んだ。
2月にはコンテストのスペイン代表選考にかけられる5人の曲のひとつとして、楽曲「Dancing in the Rain」が公表された。楽曲は2月18日にシングルとして発売され、スペインのiTunesチャートにて首位となった。2月22日に行われた代表選考でルート・ロレンソの「Dancing in the Rain」は優勝を果たし、ユーロビジョン・ソング・コンテスト2014のスペイン代表となることが決まった。コンテストは2014年5月にデンマークのコペンハーゲンで開催される。

## ディスコグラフィー

### アルバム
| アルバム     | 情報                                                           |
| ------------ | -------------------------------------------------------------- |
| Planeta Azul | - デビュー・アルバム - 発売日: 2014年 - レーベル: Roster Music |

### シングル
| 年     | シングル              | チャート順位 | 収録アルバム      |
| 年     | シングル              | SPA          | 収録アルバム      |
| ------ | --------------------- | ------------ | ----------------- |
| 2011年 | "Burn"                | 16           | Non-album singles |
| 2013年 | "The Night"           | —            | Non-album singles |
| 2013年 | "Love Is Dead"        | —            | Non-album singles |
| 2014年 | "Dancing in the Rain" | 7            | Planeta Azul      |